# 2013年皇位繼承法令
《2013年王位繼承法令》（英語：Succession to the Crown Act 2013）是英国议会根據2011年《伯斯協議》在2013年通過的一項法令。法令以絕對長子女繼承制度取代男性優先的長子繼承制，使得2011年10月28日之后英國王室出生的女性繼承人和男性繼承人完全平等。此外，本法令同時取代《1772年王室婚姻法令》，使得配偶信仰天主教的繼承人不会失去繼承權，且前六順位以外的王位繼承人結婚不再需要得到君主同意。此法令在2015年3月26日正式生效。